# 下河清农场社区
下河清农场社区，是中华人民共和国甘肃省酒泉市肃州区下辖的一个类似乡级单位。

## 行政区划
下河清农场社区下辖以下地区：
下河清农场虚拟生活区。